# Гайсин, Рамиль Рифатович
Рамиль Рифатович Гайсин (родился 26 июля 1991 года в Красноярске) — российский регбист, флай-хав (полузащитник веера) команды «Енисей-СТМ» и сборных России по регби-15 и регби-7. Мастер спорта России международного класса, Заслуженный мастер спорта России.

## Биография

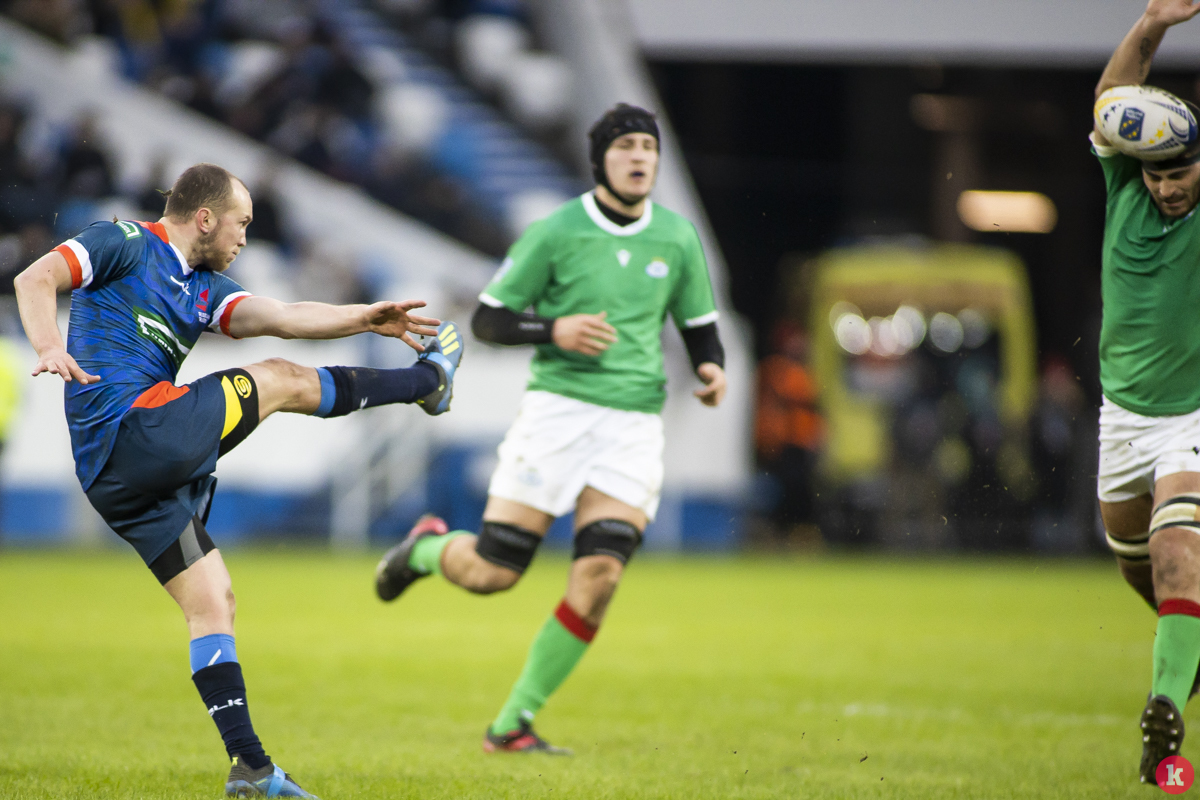
Гайсин против Португалии в феврале 2020

Воспитанник академии «Енисея-СТМ». В обойме с 2011 года, в главной команде с 2012 года. Способен сыграть на позициях десятого и пятнадцатого номера. В первом же сезоне выиграл Чемпионат России. Всего в составе «тяжелой машины» трижды становился чемпионом, дважды выигрывал Кубок России в 2014 и 2016 годах и дважды брал Суперкубок России в 2014 и 2015 годах. В 2016 году попал в символическую сборную Чемпионата России.

## Карьера в сборной
В сборной России по регби-15 впервые появился на учебно-тренировочном сборе в конце 2012 года. По итогам сбора был включен в окончательную заявку и дебютировал в тест-матче против «Оксфорда». Участник Кубка Мира по регби 2019.
На Универсиаде 2013 года выиграл золотые медали по регби-7. В финальном матче занес попытку. Дважды становился чемпионом Европы по регби-7.

## Достижения
- Чемпион России: 2011, 2012, 2014, 2016, 2017, 2018, 2019
- Обладатель Кубка России: 2014, 2016, 2017, 2020
- Обладатель Суперкубка России: 2014, 2015, 2017
- Чемпион летней Универсиады 2013

## Статистика
Еврокубки считаются по календарному году.
| Год              | Турнир                           | Матчи | Очки | Попытки | Реализации | Штрафные | Дропы |
| ---------------- | -------------------------------- | ----- | ---- | ------- | ---------- | -------- | ----- |
| 2021             | Кубок европейских наций по регби | 2     | 24   | —       | —          | 24       | —     |
| 2020             | Кубок европейских наций по регби | 4     | 38   | 2       | 5          | 6        | —     |
| 2019             | Кубок европейских наций по регби | 2     | —    | —       | —          | —        | —     |
| 2019             | Тест матчи                       | 1     | 3    | —       | —          | 1        | —     |
| 2019             | Кубок наций                      | 2     | 4    | —       | 2          | —        | —     |
| 2019             | Кубок Мира                       | 4     | —    | —       | —          | —        | —     |
| 2018             | Кубок европейских наций по регби | 4     | 7    | 1       | 1          | —        | —     |
| 2018             | Тест матчи                       | 2     | 6    | —       | —          | 2        | —     |
| 2017             | Кубок европейских наций по регби | 5     | 12   | 2       | 1          | —        | —     |
| 2017             | Кубок Наций                      | 5     | 29   | —       | 10         | 3        | —     |
| 2016             | Кубок европейских наций по регби | 5     | 17   | 2       | 2          | 1        | —     |
| 2016             | Кубок Наций                      | 3     | 4    | —       | 2          | —        | —     |
| 2016             | Тест матчи                       | 1     | —    | —       | —          | —        | —     |
| 2015             | Кубок европейских наций по регби | 5     | 20   | —       | 4          | 4        | —     |
| 2014             | Кубок Наций                      | 5     | 20   | —       | 4          | 4        | —     |
| 2014             | Тест матчи                       | 1     | —    | —       | —          | —        | —     |
| 2013             | Тест матчи                       | 2     | 8    | —       | 1          | 2        | —     |
| 2012             | Тест матчи                       | 1     | —    | —       | —          | —        | —     |
| Всего за карьеру | Всего за карьеру                 | 52    | 168  | 7       | 32         | 23       | —     |

| №   | Место проведения | Дата           | Соперник   | Счёт    | Позиция | Соревнование                     |
| --- | ---------------- | -------------- | ---------- | ------- | ------- | -------------------------------- |
| 1   | Сочи             | 12 марта 2016  | Грузия     | 7 - 24  | 10      | Кубок европейских наций по регби |
| 2   | Лиссабон         | 19 марта 2016  | Португалия | 21 - 53 | 15      | Кубок европейских наций по регби |
| 3   | Тбилиси          | 12 марта 2017  | Грузия     | 28 - 14 | 10      | Кубок европейских наций по регби |
| 4   | Сочи             | 19 марта 2017  | Германия   | 52 - 25 | 10      | Кубок европейских наций по регби |
| 5   | Клюй             | 3 марта 2018   | Румыния    | 25 - 15 | 15      | Кубок европейских наций по регби |
| 6-7 | Сочи             | 1 февраля 2020 | Испания    | 12 - 31 | 10      | Кубок европейских наций по регби |